# Ейский колхозник
«Ейский колхозник» — именной советский средний танк Т-34, подаренный работниками сельского хозяйства СССР воинам Красной Армии.

## История
5 февраля 1943 года город Ейск и Ейский район были освобождены от немецко-фашистских захватчиков. Ейчане стали восстанавливать разрушенное войной хозяйство. Труженики тыла, стараясь приблизить час Великой Победы, собирали средства на боевую технику для бойцов Красной Армии. По инициативе работников Ейского зерносовхоза начался сбор средств на постройку танка «Ейский колхозник». Инициатива была поддержана Ейским РК ВКП(б), принявшим постановление о сборе денежных средств на строительство танка. Первыми внесли 100 тыс. руб. работники Ейского зерносовхоза. Они направили телеграмму на имя Верховного Главнокомандующего И. В. Сталина с просьбой присвоить танку, строящемуся на их деньги, имя «Ейский колхозник» и получили удовлетворительный ответ. Всего на постройку танка труженики Ейского района внесли 380 508 руб. 34 коп. Таким образом, одному из вновь построенных танков Т-34 с бортовым номером 4 было присвоено имя «Ейский колхозник». 27 августа 1943 года танк был изготовлен и прибыл на станцию Балашово под Москвой.

### Экипаж
Этот танк на станции Балашово получил экипаж в составе:
- командир — старший лейтенант Клименко Николай Сергеевич,
- башенный стрелок — старший сержант Доброрадний Иван Сергеевич,
- пулемётчик-радист — старший сержант Платоненко Иван Филиппович,
- механик-водитель — старший сержант Зелькин Василий Иванович.

### Боевые действия
С 25 октября по 30 ноября 1943 года танк участвовал в боевых действиях в составе 2-й роты 138-го отдельного танкового батальона 49-й армии Западного фронта. С 1 декабря 1943 года по 2 января 1944 года танк сражался в составе 2-й гвардейской танковой бригады 2-го гвардейского танкового корпуса, находившегося в составе Белорусского фронта.
Однако в боях за шоссейную дорогу Витебск — Орша возле местечка Дыманово танк был подбит врагом и сгорел. Погиб весь экипаж, кроме Клименко Н. С.
Несмотря на то, что известны полные данные погибших членов экипажа танка «Ейский колхозник» их поиск по базе «ОБД Мемориал» не дал никаких результатов. Из чего можно сделать вывод об ошибках в Ф.И.О. либо факте гибели экипажа.

### Память
Накануне 30-летия Победы советского народа в Великой Отечественной войне — 9 мая 1975 года — в память о подвигах танка «Ейский колхозник» символично установлен памятник-танк при выезде из Ейска в район на развилке дорог в станицы Должанскую, Ясенскую и Камышеватскую.
Командир танка «Ейский колхозник» — Клименко Николай Сергеевич, Герой Советского Союза, майор — на другом танке дошёл до Берлина. В 1975 году в Ейске он выступал на митинге, посвящённом открытию памятника танку «Ейский колхозник».

## Фотографии
|  |  |  |  |
|  |  |  |  |
|  |  |  |  |